# Karaskowo
Karaskowo – historyczna część miasta Brześć Kujawski położona na wschód od centrum, wzdłuż ulicy Polnej. Do 1924 odrębna miejscowość.

## Historia
Karaskowo to dawna kolonia. Do 1924 należała do gminy Wieniec w powiecie włocławskim, początkowo w guberni warszawskiej, a od 1919 w woj. warszawskim. 
1 lipca 1924 Karaskowo włączono do Brześcia Kujawskiego.